# مقاطعة ماكفرسون (نبراسكا)
مقاطعة ماكفرسون (بالإنجليزية: McPherson County)‏ هي إحدى مقاطعات ولاية نبراسكا في الولايات المتحدة الأمريكية.